# Erodium stellatum
Erodium stellatum är en näveväxtart som beskrevs av Del.. Erodium stellatum ingår i släktet skatnävor, och familjen näveväxter. Inga underarter finns listade i Catalogue of Life.